# فرنسية (فلم)
الفرنسية (بالفرنسية: Française) هو فيلم درامي وكوميدي تم إنتاجه في فرنسا والمغرب من إخراج سعاد البوهاتي سنة 2008. من بطولة حفصية حرزي.

## القصة
صوفيا، هي فتاة شابة من أصل مغربي في العاشرة من عمرها، ولدت في مدينة أميان في بيكاردي شمال فرنسا، وكانت تعيش حياة وذكريات سعيدة في ضواحي المدن الفرنسية ولكن أبوها، شعر بالحنين للوطن، فقرر أن يأ خذ جميع الأسرة ويعود إلى المغرب. وفجأة تجد صوفيا نفسها في مزرعة مغربية وتساعد والدها في الأعمال الفلاحية، ولكنها تحلم بأن تواصل دراستها في فرنسا بعد اجتيازها كل الاختبارات، بينما عائلتها ترغب في تزويجها.

## الجوائز
- جائزة مهرجان دبي السينمائي الدولي
- جائزة مهرجان روتردام السينمائي الدولي

## التعيينات والمكافآت
2006 : تلقى الفيلم المساعدة في إنشاء مؤسسة غان للفيلم.

## وصلات خارجية
- مقالات تستعمل روابط فنية بلا صلة مع ويكي بيانات